# اچ‌ان‌ال‌ام‌اس آیزاک سویرز
اچ‌ان‌ال‌ام‌اس آیزاک سویرز (به انگلیسی: HNLMS Isaac Sweers) یک زیردریایی بود که طول آن ۱۰۷ متر (۳۵۱ فوت ۱ اینچ) بود. این زیردریایی در سال ۱۹۴۰ ساخته شد.